# Hybrid Theory EP
Hybrid Theory EP és el primer disc de Linkin Park. Va ser llançat el 1999, quan el grup encara es deia Hybrid Theory i va registrar un total de 1000 vendes (ja que només se'n varen publicar 1000). La portada de l'àlbum està dissenyada per Mike Shinoda, intèrpret i productor del disc en la qual hi apareix un fetus amb el cordó umbilical.
Amb l'excepció de l'interludi instrumental Technique, interpretat únicament per Joe Hahn, les altres cançons inclouen el baix de Kyle Christener, un amic de la banda (Phoenix va tornar a Tasty Snax el 1998 abans de tornar a Linkin Park cap a finals del 2000). L'àlbum també inclou una cançó fantasma sense títol, produïda íntegrament per Mike Shinoda.
El 21 de novembre de 2001, Linkin Park va publicar una reedició de l'EP com a agraïment als fans que eren membres del club de fans de Linkin Park Underground; Les diferències respecte a l'original són una portada més brillant, l'absència d'un peu de foto al llibret i la modificació dels crèdits de producció. El 2020, l'EP va estar disponible en vinil per primera vegada com a part del conjunt de còpies Hybrid Theory (20th Anniversary Edition).

## Llista de cançons
En el disc hi apareixen set cançons i un avançament de With You, cançó que serà inclosa després al disc del mateix nom Hybrid Theory. El so de "Part of Me" dura 12'44", tot i així, la cançó dura uns 4 minuts i quan s'acaba comença un instrumental d'uns 8 minuts.
1. Carousel - 3.00
2. Technique - 0.40
3. Step Up - 3.55
4. And One - 4.33
5. High Voltage - 3.30
6. Part of Me - 12.44
7. Esaul (Demo) - 3.08
8. With You (Demo) (Bonus Track) 3.32